# Kanabur, Bijapur
Kanabur là một làng thuộc tehsil Bijapur, huyện Bijapur, bang Karnataka, Ấn Độ.